# Municipio de Dardenne
El municipio de Dardenne (en inglés: Dardenne Township) es un municipio ubicado en el condado de St. Charles en el estado estadounidense de Misuri. En el año 2010 tenía una población de 26303 habitantes y una densidad poblacional de 1.032,92 personas por km².

## Geografía
El municipio de Dardenne se encuentra ubicado en las coordenadas 38°45′50″N 90°40′45″O / 38.76389, -90.67917. Según la Oficina del Censo de los Estados Unidos, el municipio tiene una superficie total de 25.46 km², de la cual 25.45 km² corresponden a tierra firme y (0.07%) 0.02 km² es agua.

## Demografía
Según el censo de 2010, había 26303 personas residiendo en el municipio de Dardenne. La densidad de población era de 1.032,92 hab./km². De los 26303 habitantes, el municipio de Dardenne estaba compuesto por el 90.17% blancos, el 3.57% eran afroamericanos, el 0.22% eran amerindios, el 3.54% eran asiáticos, el 0.02% eran isleños del Pacífico, el 0.63% eran de otras razas y el 1.84% pertenecían a dos o más razas. Del total de la población el 2.21% eran hispanos o latinos de cualquier raza.